# Cercis
Cercis es un género de árboles de la subfamilia Cercidoideae de amplio uso en jardinería. Una especie, C. siliquastrum, denominada ciclamor, árbol de Judas y también el árbol del amor específico, por la forma acorazonada de sus hojas, es común en la zona mediterránea.

## Especies
Una lista completa de las especies en el género es:

Viejo Mundo
- Cercis chinensis (Asia oriental)
- Cercis chuniana
- Cercis chingii (China)
- Cercis funiushanensis - Variación menor de C. glabra y C. chinensis
- Cercis gigantea (China)
- Cercis glabra
- Cercis griffithii (sureste del centro de Asia)
- Cercis japonica
- Cercis pubescens - Variación menor de C. glabra y C. chinensis
- Cercis racemosa (China occidental)
- Cercis siliquastrum - Ciclamor, Árbol de Judas (Región mediterránea)
- Cercis yunnanensis (China)

Nuevo Mundo
- Cercis canadensis (este de Norteamérica)
- Cercis mexicana (México; a menudo tratado como una variedad de C. canadensis)
- Cercis occidentalis (California)
- Cercis reniformis (Oklahoma; a menudo tratado como una variedad de C. canadensis)
- Cercis texensis - Texas Redbud (Texas; a menudo tratado como una variedad de C. canadensis)